# Caligo obscurus
Caligo obscurus är en fjärilsart som beskrevs av Friedrich Wilhelm Niepelt 1934. Caligo obscurus ingår i släktet Caligo och familjen praktfjärilar. Inga underarter finns listade i Catalogue of Life.